# Pretty Little Liars (1.ª temporada)
A primeira temporada de Pretty Little Liars, baseada nos livros criados por Sara Shepard, estreou em 8 de junho de 2010 e terminou em 21 de março de 2011 na ABC Family. A série relata a história de um grupo das cinco melhores amigas: Spencer, Aria, Hanna, Emily e Alison, até que uma delas desaparece, Alison. Um ano depois, as meninas cresceram e começam a receber mensagens de uma misteriosa pessoa que se auto-intitula "A". No início, elas pensam que é Alison, mas logo descobrem que Alison está morta, e que outra pessoa está tomando a sua personalidade.
A série estreou com 2,47 milhões de telespectadores, e manteve uma audiência regular de 2,5 milhões de espectadores durante a sua fase de verão. O final de verão teve 3,07 milhões de telespectadores. O show entrou em hiato, e voltou com a sua estreia de inverno em 3 de janeiro de 2011, com 4,22 milhões de espectadores, tornando-se uma das principais series da ABC Family de todos os tempos.
Em 30 de março de 2011, estreou no Brasil pelo canal de TV pago Boomerang, e terminou em 31 de agosto do mesmo ano.

## Sinopse
Rosewood é uma pequena cidade pacata. De tão tranquila e intocada, nunca se adivinharia que detém tantos segredos. Alguns dos piores pertencem a quatro amigas: Spencer Hastings, Aria Montgomery, Hanna Marin e Emily Fields, cujos segredos mais sombrios e escuros estão prestes a ser desvendados.
Um ano atrás, Alison DiLaurentis, a líder de seu grupo de melhores amigas, desaparece misteriosamente, sem deixar rastros. Alison as fez acreditarem que seus segredos as uniriam, mas acontece justamente o contrário. Quem poderia dizer qual é a verdade em Rosewood? Parece que todos na cidade estão mentindo sobre algo.
Com o mistério em torno do desaparecimento de Alison, Aria muda-se e depois de um ano retorna a pacata cidade. A partir desse dia, quando todas estão "juntas" novamente, as meninas começam a receber mensagens de "A" que as faz pensar que Alison ainda estaria viva, contendo coisas que apenas Alison sabia, além de várias ofensas as garotas. Mas não poderia ser Alison, poderia?
Com o decorrer da série, são apresentados vários suspeitos. Quem quer que seja, ele(a) parece saber todos os segredos das meninas e está observando cada um de seus movimentos. As meninas são amigas novamente, e elas estarão uma com a outra quando os seus segredos vierem à tona.

## Elenco e personagens
As quatro personagens centrais, de Pretty Little Liars, envolvem Troian Bellisario como Spencer Hastings, Ashley Benson como Hanna Marin, Lucy Hale como Aria Montgomery, Shay Mitchell como Emily Fields e o misterioso "A" que nem todos acreditam que seja Alison DiLaurentis, interpretada por Sasha Pieterse.
| - Ashley Benson como Hanna Marin (22 episódios) - Troian Bellisario como Spencer Hastings (22 episódios) - Lucy Hale como Aria Montgomery (22 episódios) - Shay Mitchell como Emily Fields (22 episódios) - Janel Parrish como Mona Vanderwall (11 episódios) - Ian Harding como Ezra Fitz (19 episódios) - Bianca Lawson como Maya St. Germain (10 episódios)1 - Laura Leighton como Ashley Marin (18 episódios) - Chad Lowe como Byron Montgomery (16 episódios) - Holly Marie Combs como Ella Montgomery (16 episódios) - Nia Peeples como Pam Fields (9 episódios)2 - Sasha Pieterse como Alison DiLaurentis/Vivian Darkbloom (15 episódios) | - Sara Shepard como Ms. Shepard (1 episódio) - Keegan Allen como Toby Cavanaugh (15 episódios) - Tammin Sursok como Jenna Marshall (15 episódios) - Torrey DeVitto como Melissa Hastings (11 episódios) - Ryan Merriman como Ian Thomas (11 episódios) - Tyler Blackburn como Caleb Rivers (9 episódios) - Chuck Hittinger como Sean Ackard (9 episódios) - Brant Daugherty como Noel Kahn (8 episódios) - Brendan Robinson como Lucas Gottesman (8 episódios) - Lesley Fera as Veronica Hastings (7 episódios) - Cody Christian como Mike Montgomery (6 episódios) - Lindsey Shaw como Paige McCullers (6 episódios) | - Bryce Johnson como Darren Wilden (5 episódios) - Diego Boneta como Alex Santiago (5 episódios) - Nolan North como Peter Hastings (4 episódios) - Julian Morris como Wren Kingston (4 episódios) - Jim Titus como Barry Maple (3 episódios) - Yani Gellman como Garrett Reynolds (3 episódios) - Eric Steinberg como Wayne Fields (3 episódios) - Jill Holden como Sra. Welch (3 episódios) - Parker Bagley como Jason DiLaurentis (2 episódios) - Amanda Schull como Meredith Sorenson (2 episódios) - Roark Critchlow como Tom Marin (1 episódios) - Tilky Jones como Logan Reed (1 episódio) - Patrick J. Adams como Hardy (1 episódio) - Anne Marie DeLuise como Jessica DiLaurentis (1 episódio) - Claire Holt como Samara Cook (1 episódio) |

- ↑Nota 1 : Bianca Lawson é creditada como personagem regular na série até o episódio 13, do episódio 14 em diante ela já não é mais creditada.
- ↑Nota 2 : Nia Peeples é creditada como personagem regular no episódio 1, do episódio 2 em diante ela é creditada como convidada.

## Episódios
| No. na série | No. | Título                                                                                                | Diretor(s)          | Escritor(s)                          | Exibição (US — BR)                           | Audiência (em milhões) |
| --- | --- | --- | ------------------- | ------------------------------------ | -------------------------------------------- | ---------------------- |
| 1 | 1   | "Pilot"                                                                                               | Lesli Linka Glatter | I. Marlene King                      | 8 de Junho de 2010 30 Março de 2011          | 2.47                   |
| A pequena cidade perfeita de Rosewood detém vários segredos, e para quatro amigas distantes, Aria, Spencer, Hanna e Emily, os seus segredos mais obscuros estão prestes a se relevar. Um ano depois da sua Abelha Rainha, Alison, sumir, as meninas começam a receber mensagens de "A", dizendo coisas que somente Alison saberia. |     | |                     |                                      |                                              |                        |
| 2 | 2   | "The Jenna Thing" "A Coisa Com Jenna"                                                                 | Liz Friedlander     | I. Marlene King                      | 15 de Junho de 2010 13 Abril de 2011         | 2.48                   |
| Com o retorno de Jenna para Rosewood, as garotas são obrigadas a enfrentar um incidente desagradável de seu passado que selou sua amizade para sempre, especialmente desde que "A" não vai deixá-las esquecer. Enquanto isso, as perguntas sobre a noite do desaparecimento de Alison começam a surgir, já que os acontecimentos daquela noite fatídica continuam a assombrar Aria, Spencer, Emily e Hanna. |     | |                     |                                      |                                              |                        |
| 3 | 3   | "To Kill a Mocking Girl" "Caça a Uma Fofoqueira"                                                      | Elodie Keene        | Oliver Goldstick                     | 22 de Junho de 2010 20 Abril de 2011         | 2.74                   |
| As meninas tentam prestar uma homenagem à memória de Alison, mas elas ainda estão sendo confrontadas com questões não resolvidas. Aria tem um encontro desagradável com a ex-amante de seu pai, e Spencer deve enfrentar uma Melissa vingativa, enquanto Hanna está tentando desesperadamente fazer seu namorado esquecer a "velha Hanna". Mas com “A” provocando elas a cada passo do caminho, as meninas vão descobrir que deixar o passado para trás é muito mais difícil do que se pensava.                                                                                          |     | |                     |                                      |                                              |                        |
| 4 | 4   | "Can You Hear Me Now?" "Agora Está Me Ouvindo?"                                                       | Norman Buckley      | Joseph Dougherty                     | 29 de Junho de 2010 27 Abril de 2011         | 2.09                   |
| As garotas bloqueiam e-mails e mensagens de texto de todos os usuários desconhecidos em uma tentativa de parar “A”, mas seus problemas estão longe de acabar. Uma delas recebe uma visita surpresa, enquanto a outra recebe um presente de um amante em potencial. E justamente quando as coisas não poderiam ficar mais complicadas, as meninas descobrem que tentar manter “A” longe tem um preço. |     | |                     |                                      |                                              |                        |
| 5 | 5   | "Reality Bites Me" "A Realidade Bate à Porta"                                                         | Wendey Stanzler     | Bryan M. Holdman                     | 6 de Julho de 2010 4 Maio de 2011            | 2.62                   |
| As meninas devem pagar por tentar ignorar “A”. se trate de uma família em crise, o elogio dos pais para uma imerecida honra que acaba pesando, ou usar roupas totalmente fora de moda ao trabalhar para uma dívida - as meninas têm de lidar com tudo isso. E, acima disso tudo, as mensagens de “A” ainda as assombra. |     | |                     |                                      |                                              |                        |
| 6 | 6   | "There's No Place Like Homecoming" "Não Há Lugar Como um Baile"                                       | Norman Buckley      | Maya Goldsmith                       | 13 de Julho de 2010 11 Maio de 2011          | 2.69                   |
| Enquanto o comitê de decoração do baile da escola está se afundando em balões, as quatro amigas de Rosewood estão apenas tentando se manter à tona. Elas lidam com coração partido, uma promessa de virgindade do namorado e uma irmã vingativa, mas todos esses problemas ficam para trás quando uma delas escolhe um par chocante para a festa que a coloca em uma situação possivelmente perigosa. |     | |                     |                                      |                                              |                        |
| 7 | 7   | "The Homecoming Hangover" "A Ressaca do Baile"                                                        | Chris Grismer       | Tamar Laddy                          | 20 de Julho de 2010 18 Maio de 2011          | 2.55                   |
| Spencer, Aria, Emily e Hanna devem lidar com as consequências da desastrosa festa do homecoming. Familiares, amigos e namorados estão todos envolvidos, e as meninas precisam agir rápido para evitar que a situação se agrave. Acima disso tudo, elas também estão escondendo informações homicidas de Toby, e mensagens de texto de alguém que não é “A” estão fazendo as tensões aumentarem na casa dos Montgomery. |     | |                     |                                      |                                              |                        |
| 8 | 8   | "Please, Do Talk About Me When I'm Gone" "Por Favor, Fale Sobre Mim Quando Eu Partir"                 | Arlene Sanford      | Joseph Dougherty                     | 27 de Julho de 2010 25 Maio de 2011          | 2.52                   |
| As meninas estão prontas para dizer adeus a Alison conforme a cerimônia memorial se aproxima. No entanto, o irmão de Alison, Jason, aparece e rapidamente o grupo descobre que dizer adeus é a última coisa que ele fazer. Com o detetive Wilden de volta à cena e Jason assumindo o controle, as meninas percebem que podem não estar preparadas para o que está por vir. |     | |                     |                                      |                                              |                        |
| 9 | 9   | "The Perfect Storm" "A Tempestade Perfeita"                                                           | Jamie Babbit        | Oliver Goldstick                     | 3 de Agosto de 2010 1 Junho de 2011          | 2.55                   |
| Rosewood recebe uma grande tempestade no dia em que os alunos devem fazer o seu teste do SAT, o que faz com que a escola adie os exames. Presas na escola durante a tempestade, a vida pessoal das meninas se tornam uma tempestade também. O drama atinge cada menina de uma forma diferente e se manifesta em diferentes situações. Depois de a tempestade passar e as meninas irem para casa, elas percebem que se tivessem feito o SAT, teria sido uma tarefa mais fácil de completar.                                                                                               |     | |                     |                                      |                                              |                        |
| 10 | 10  | "Keep Your Friends Close" "Fique Perto de Suas Amigas"                                                | Ron Lagomarsino     | I. Marlene King                      | 10 de Agosto de 2010 8 Junho de 2011         | 3.07                   |
| "A" mira nas meninas mais uma vez quando elas vão a um acampamento de luxo para uma festa de aniversário de uma de suas amigas, e elas temem que “A” pode acabar com a diversão. O FBI se envolve no caso do assassinato de Alison por causa de novas evidências que eles encontraram. Além disso, Hanna enfrenta dificuldades por causa de sua situação financeira. |     | |                     |                                      |                                              |                        |
| 11 | 11  | "Moments Later" "Momentos Depois"                                                                     | Norman Buckley      | Joseph Dougherty                     | 3 de Janeiro de 2011 15 Junho de 2011        | 4.20                   |
| Hanna recebe uma visita surpresa enquanto ela está no hospital. Emily declara para seu pai que é gay. |     | |                     |                                      |                                              |                        |
| 12 | 12  | "Salt Meets Wound" "Sal na Ferida"                                                                    | Norman Buckley      | Oliver Goldstick                     | 10 de Janeiro de 2011 22 Junho de 2011       | 3.21                   |
| Hanna é liberada do hospital, mas confinada a uma cadeira de rodas. Enquanto isso, Aria luta com o fato de que Noel sabe sobre seu caso com Ezra, o relacionamento de Spencer com Alex encontra problemas, e Emily convida Maya para jantar com sua família. |     | |                     |                                      |                                              |                        |
| 13 | 13  | "Know Your Frenemies" "Conheça Seus Inimigos"                                                         | Ron Lagomarsino     | I. Marlene King                      | 17 de Janeiro de 2011 29 Junho de 2011       | 2.99                   |
| Conforme Noel intensifica sua busca por Ezra e o que ele pode ganhar sobre seu conhecimento, Aria e Ezra começam a sentir como se não tivessem saída. Emily também tem de lidar com a oposição à sua vida amorosa, conforme a tolerância de sua mãe com Maya se torna insuportável. Spencer agora tem que aprender a lidar com o retorno dos felizes recém-casados, Melissa e Ian, com suas crescentes suspeitas dos laços entre Ian e Alison. Mas com o apoio das garotas e a inesperada ajuda de uma fonte secreta, o futuro delas não parece tão impossível.                          |     | |                     |                                      |                                              |                        |
| 14 | 14  | "Careful What U Wish 4" "Cuidado Com o Que Deseja"                                                    | Norman Buckley      | Tamar Laddy                          | 24 de Janeiro de 2011 6 Julho de 2011        | 3.17                   |
| Quando um baile da escola acontece, as liars estão preocupadas demais para pensar em levantar dinheiro para uma viagem a Washington, DC. Hanna está focada na situação financeira de sua família, mas será que ela será capaz de recusar o trabalho que “A” tem para ela? Emily ainda está pensando em Maya, então ela pede a ajuda de Caleb, o novo "bad boy" da escola. Spencer acha cada vez mais difícil tolerar Ian depois que algo importante some. Enquanto isso, a ex-babá de Aria, Simone, chega à cidade - mas as coisas rapidamente ficam feias quando ela fica afim de Ezra. |     | |                     |                                      |                                              |                        |
| 15 | 15  | "If at First You Don't Succeed, Lie, Lie Again" "Se Não der Certo de Primeira, Minta e Minta de Novo" | Ron Lagomarsino     | Maya Goldsmith                       | 31 de Janeiro de 2011 13 Julho de 2011       | 3.19                   |
| As garotas tentam manter a normalidade em suas vidas, mas as atividades diárias estão cheia de drama. Emily tem que lidar com uma ciumenta colega do time de natação que se sente ameaçada com o retorno de Emily, enquanto Aria e Ezra planejam seu primeiro encontro em um lugar público. E Hanna ainda está presa no jogo de “A”. Enquanto isso, Spencer procura o irmão de Ali, Jason, para obter mais informações sobre a noite que eles acreditam que Alison morreu, só para ter que enfrentar uma parte de seu passado desagradável com Ali.                                      |     | |                     |                                      |                                              |                        |
| 16 | 16  | "Je Suis Une Amie" "Sou Uma Amiga"                                                                    | Chris Grismer       | Bryan M. Holdman                     | 7 de Fevereiro de 2011 20 Julho de 2011      | 3.14                   |
| Uma importante competição de natação para Rosewood Sharks é cenário para Aria, Emily, Hanna e Spencer experimentarem muita confusão. Emily e Paige vão para a segunda rodada, conforme são colocadas uma contra outra para competir como a âncora para a grande corrida. Caleb pede seu favor à Hanna, que está se sentindo culpada e tenta dissuadir Aria de fazer muitas perguntas sobre o ingresso de Ella para a abertura do museu. Enquanto isso, Spencer assume a tarefa de ajudar um colega para conseguir algumas respostas.                                                     |     | |                     |                                      |                                              |                        |
| 17 | 17  | "The New Normal" "O Novo Normal"                                                                      | Michael Grossman    | Joseph Dougherty                     | 14 de Fevereiro de 2011 27 Julho de 2011     | 2.35                   |
| Relacionamentos se desenvolvem e crescem na cidade de Rosewood, mas não os relacionamentos que se esperam. O pai de Aria tem uma reunião de pais e professores com Ezra. |     | |                     |                                      |                                              |                        |
| 18 | 18  | "The Badass Seed" "A Semente do Mal"                                                                  | Paul Lazarus        | Oliver Goldstick & Francesca Rollins | 21 de Fevereiro de 2011 3 de Agosto de 2011  | 2.90                   |
| O estresse cai sobre as meninas quando elas examinam os suspeitos da morte de Alison. Enquanto isso, Aria usa o teatro da escola como uma forma de ficar próxima de Ezra. Spencer e Toby ficam em um hotel para descobrir os planos de Jenna. |     | |                     |                                      |                                              |                        |
| 19 | 19  | "A Person of Interest" "Uma Pessoa de Interesse"                                                      | Ron Lagomarsino     | I. Marlene King & Jonell Lennon      | 28 de Fevereiro de 2011 10 de Agosto de 2011 | 2.69                   |
| Depois de uma revelação chocante da polícia, todos os holofotes estão apontados para as quatro garotas. Com todas as provas apontando para Ian, como as garotas podem estar erradas? Ou isso é apenas mais um jogo de “A”? Com a polícia exigindo respostas de Aria, Hanna, Emily e Spencer, será que elas tirarão as coisas a limpo com “A”? Ou melhor, alguns segredos? Enquanto isso, os relacionamentos secretos têm que pagar um pedágio em Rosewood, enquanto outros estão florescendo. O amor não é para os fracos.                                                               |     | |                     |                                      |                                              |                        |
| 20 | 20  | "Someone to Watch Over Me" "Alguém pra Cuidar de Mim"                                                 | Arlene Sanford      | Joseph Dougherty                     | 7 de Março de 2011 17 de Agosto de 2011      | 2.95                   |
| Quando as suspeitas em torno de Spencer aumentam, as meninas devem encarar a realidade de que elas não são as únicas com segredos escondidos em Rosewood. |     | |                     |                                      |                                              |                        |
| 21 | 21  | "Monsters in the End" "Monstros no Final"                                                             | Chris Grismer       | Oliver Goldstick                     | 14 de Março de 2011 24 de Agosto de 2011     | 2.94                   |
| Ao lidar com relacionamentos e sentimentos, alguns segredos ficam melhor escondidos. E o oficial da Polícia de Rosewood, Garret Reynolds, está mantendo sua promessa de ficar de olho nas garotas - e ele está muito mais perto do que elas imaginam. |     | |                     |                                      |                                              |                        |
| 22 | 22  | "For Whom the Bells Toll" "Por Quem os Sinos Tocam?"                                                  | Lesli Linka Glatter | I. Marlene King                      | 21 de Março de 2011 31 de Agosto de 2011     | 3.64                   |
| Agora que Aria, Emily, Hanna e Spencer sabem o que Alison as deixou, as meninas decidem que é hora de finalmente colocar um fim em “A” e no mistério que envolve a amiga. Mas sem as provas de que seu palpite está certo, como as meninas irão conseguir pegar “A” em seu próprio jogo? E com pouco mais de um vídeo e as memórias nebulosas da noite em que Alison desapareceu, as garotas podem ter que recorrer a uma fonte improvável de informações para ajudá-las a acabar com “A” uma vez por todas - ou assim elas pensam.                                                      |     | |                     |                                      |                                              |                        |